# Igor Zubeldia Elorza
Igor Zubeldia Elorza (Azkoitia, Guipúscoa, 30 de març de 1997) és un futbolista professional basc que juga per la Reial Societat com a migcampista defensiu.

## Carrera de club
Zubeldia va ingressar al planter de la Reial Societat el 2008, a 11 anys. El 6 de juny de 2015, fou promocionat a l'equip B a Segona Divisió B.
Zubeldia va debutar com a sènior el 29 d'agost de 2015, entrant com a suplent a la segona part en una derrota per 0–1 a fora contra la CD Ebro. El 25 de febrer de l'any següent, va renovar contracte amb el Sanse fins al 2021.
Zubeldia va debutar amb el primer equip, i a La Liga el 13 de maig de 2016, substituint el seu company Rubén Pardo en els darrers minuts, en una victòria per 1–0 a fora contra el València CF. Per la temporada 2017–18 fou promocionat definitivament al primer equip.

## Palmarès
Reial Societat
- 1 Copa del Rei: 2019-20

Selecció espanyola
- 1 Campionat d'Europa sub-21: 2019